# Abbaye Saint-Félix-de-Montceau

Vue nocturne.

L'abbaye Saint-Félix-de-Montceau est une ancienne abbaye située sur le massif de la Gardiole, sur la commune de Gigean, dans le département de l'Hérault en région Occitanie.

## Historique
Aucune date ne peut être donnée pour la création de l'abbaye, mais un document permet d'affirmer que l'abbaye existait déjà en 1104 sous l'épiscopat de Godefroi, évêque de Maguelonne (1080-1104) ,. La notice des archives départementales de l'Hérault  dit qu'elle aurait été fondée par Bermond de Lavézou, évêque de Béziers, vers 1025.
En 1163 l'évêque de Maguelonne, Jean de Montlaur, dut rendre une sentence partageant en deux les revenus de la grange du Farlet destinés au départ au vestiaire des religieuses que contesta la prieure, Raymonde.
À la fin du XIIIe siècle, l'abbatiale de style gothique est érigée afin d'accueillir un nombre croissant de religieuses.
Le 4 juin 1332, Jean de Vissec, évêque de Maguelone, porte au monastère une ordonnance visant à remettre dans « le droit chemin » les moniales (c'est à cette époque qu'apparaît le dicton Saint-Félix de Monceau, 12 nonnes, 13 berceaux).
En 1433, le monastère de Saint-Léon, couvent d'Augustines sur la commune de Saint-Bauzille-de-Montmel, dit aussi Saint-Germain-de-Founez fut annexé à celui de Saint-Félix.
À la suite de pillages récurrents se produisant dans le Languedoc au XVIe siècle (Épisode des Routiers), la prieure Bone Garsabalde décide de transférer l'abbaye dans un nouveau bâtiment situé à l'intérieur des remparts de la ville de Gigean en 1514,.
L'église fait l’objet d’une inscription au titre des monuments historiques depuis le 12 février 1925.
L'abbaye reste en ruine et sert de pierrier jusqu'en 1970, date à laquelle une association est créée pour l'entretien et la restauration du monument.

## Obédience
D'obédience bénédictine, elle devient en 1167 cistercienne, réforme faite par l'évêque de Maguelonne monseigneur Jean Ier de Montlaur , les moniales eurent un rythme de vie plus rude, pour redevenir au XVe siècle d'obédience bénédictine.

## Architecture et bâtiments

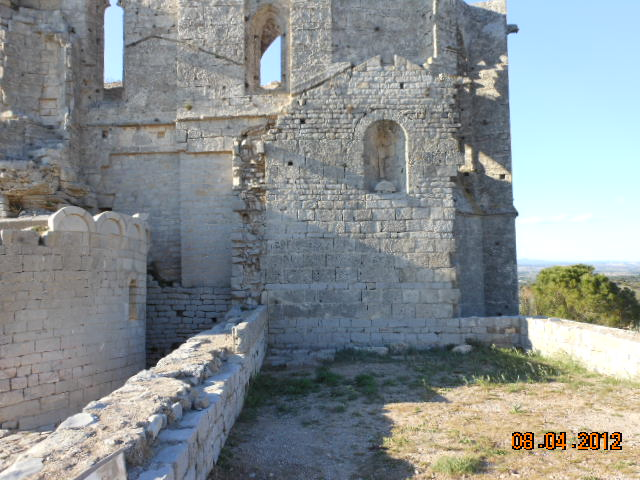
Restes de la salle capitulaire adossée à l'église abbatiale gothique.

L'abbaye se composait de plusieurs bâtiments organisés autour d'un cloître :
une petite église romane, un réfectoire, une cuisine, une salle capitulaire et divers autres bâtiments annexes.
Au gré de l'histoire, une grande église gothique a été ajoutée ainsi qu'une enfermerie (prison où les religieuses qui avaient commis des écarts étaient enfermées).
La visite du site et des jardins monastiques recréés est possible.

## Prieures et abbesses
Prieures
- v.1104 - Dominique (Prieure) sûrement un peu avant[9]
- v.1120 1148 - Lucie, échange d'une vigne avec Galtier, l'évêque de Magdelonne
- v.1162 - Raymonde
- 1170-1182 - Ermengarde
- 1195-1197 -  Lombarde
- 1207 ? - Sibilde ou Sibende, Renée Angélique de la Croix de Castries
- 1223 ? - Marsibille
- 1231 ? - Ermengarde
- 1238-1248 - Marie Itier
- 1262-1270 - Guillaumette de Soriech récompense le 19 janvier 1270, deux religieuses pour l'organisation des belles cérémonies religieuses qu'elles organisent à savoir Guillaumette de Villeneuve, sacristine, et Rostagne, vice-prieure en leur donnant le droit qu'elle avait sur deux terres dans la dîmerie de Gigean réservant toutefois certains droits féodaux comme le lods et l'usage[10] pour servir l'autel Saint-Félix. Le couvent compte alors avec la prieure 28 religieuses.
- 1283-1288 - Marie Roger
- 1288-1294 - Cécile de Boisdelis
- 1399 - ?      - Alamande de Saussan
- 1423-1457 - Jeanne de Montlaur
- 1457-1479 - Marie des Ports, élue le 9 août 1457, morte le 17 août 1479
- 1479  - Bone Garsabalde, dernière prieure du premier monastère et fait reconstruire en 1514, le nouveau sanctuaire à l'intérieur de la ville. Encore prieure le 1er mai 1492.
- 1496-1517 - Jeanne Garsabalde
- 1517-1554 - Anne Garsabalde
- 1554-1583 - Marguerite Garsabalde
- 1590-1600 - Isabeau de Roquefeuil de Montpeyroux

Abbesses
- 1600-1638 - Jeanne de Carcassonne de Soubès, première prieure à prendre le titre d'abbesse[11]
- v.1723-1746 - Anne de La Fare (1662-1746), dernière abbesse, trois ans après sa mort, le roi Louis XV fait fermer l'abbaye.

## Bienfaiteurs célèbres
- Flandrine de Pons de Murs, vivante en (1148)
- Guilhem VIII de Montpellier (1157-1202)
- Marie de Montpellier (1180-1213)
- Jacques Ier d'Aragon (1208-1276)

## Terrier, propriétés
Abbayes, églises, prieurés, chapelles
- 1433 -  Abbaye Saint-Léon ou abbaye Saint-Germain-de-Fournez, qui apportait avec elle les revenus de l'hôpital de Silvegautier sur la commune de Vacquières, et prieuré paroissial de Saint-Bauzille-de-Montmel
- Chapelle Sainte-Christine à Mauguio (s.d.)

Terres, vignes, maisons
- 5 mars 1148 - ns 1149 - Flandrine de Pons de Murs cède pour sa mère Rixende entrée en religion des propriétés qu'elle possédait sur le territoire de Mèze se réservant le droit de les reprendre à la mort de sa mère moyennant 200 sols melgoires[12]
- La même année 1148, Lucie fait l'acquisition d'une garrigue qu'elle transforme en grange au lieu-dit Farlet dans le tènement de Mèze, dont les revenus doivent servir au vestiaire des religieuses.
- 1248 - Une pièce de terre avec ses dépendances sur la paroisse de Grabels données par Guillaume de Solgra de Grabels, qu'il tenait de Jean Itier procureur de l'hôpital Notre-Dame de Montpellier,
- Une maison à Montpellier pour laquelle les religieuses ayant perdu le parchemin les exemptant de payer le cens, la prieure demanda à Jacques d'Aragon une demande de dispense qu'il accorda, l'étendant aux autres maisons qu'elles sont susceptibles d'acquérir à condition que chaque maison ne dépasse pas le prix d'acquisition de 40 livres du 7 avril 1269

Châteaux, hôpitaux
- 1213 - Marie de Montpellier (entre 1180 et 1183 - 1213), donne dans son testament en 1213 son château de Mireval aux religieuses. Jacques Ier d'Aragon (1208-1276), son fils refuse d'exécuter les dernières volontés de sa mère et pour avoir la paix donne aux religieuses le 23 août 1231  l'hôpital de Saint-Guilhem de Montpellier[13]  -[14]

### Sources bibliographiques
- Abbé Émile Hollier, Histoire de l'abbaye de Gigean (Saint-Félix-de-Montceau), Pézénas, chez l'auteur, 1925, 238 p.. (L'auteur était curé de Sainte-Ursule-de-Pézénas)
- Archives départementales de l'Hérault : Ordres religieux de femmes 57H-74H - Bénédictines: 57H -58H - Abbaye Saint-Félix-de-Montceau: 58H. 1-66 - Saint-Léon ou Saint-Germain de Fournez ou Prieuré Saint-Bauzille-de-Montmel (1163-1745) : 58H.36-42
- Dom Charles Beaunier (1676-1737), dom Jean-Martial Besse (1861-1920),  Abbayes et prieurés de l'ancienne France, t.IV: Provinces ecclésiastiques d'Albi, Narbonne et Toulouse, Paris, Jouve, 1911, p. 200-201.
- Dom Laurent-Henri Cottineau (1863-1936),  Répertoire topo-bibliographique des abbayes et prieurés, Mâcon, Protat frères, 1938, t.II, col. 1977, 2606, et 2696-2697.
- Louis André,  Gigean, notre village, histoire d'une commune de l'Hérault, Toulon, Imprimerie du Sud-Est, 1973, 266.p.
- Bruno Collin,  Monnaies de fouilles provenant de l'abbaye Saint-Félix-de-Montceau à Gigean (Hérault), dans : Bulletin de la Société d'études scientifiques de Sète et de sa région, t.XII-XIII, 1983, p.113-118.
- Luc Routier,  L'église gothique de l'abbaye Saint-Félix-de-Montseau, dans Bulletin de la Société d'études scientifiques de Sète, 1986
- Luc Routier, Abbaye Saint-Félix de Montseau et l'eau, dans Bulletin de la Société d'études scientifiques de Sète et sa région, t.
- J. Rouquette,  Saint-Félix de Montseau, dans Revue historique du diocèse de Montpellier, 5e année, 1913-1914, p.188-202
- J. Renouvier,  Histoire, antiquités et architectonique de deux monastères de femmes : Le Vignogoul, et Saint-Félix du Montseau
- Marthe Moreau,  Les monastères féminins dans le diocèse de Maguelone, des origines au XIIIe siècle, thèse de 3e Cycle
- L. Gasset-Morel,  Une villette de la baronnie de Lunel: Lansargues, Montpellier, Imprimerie centrale du Midi, 1903, 178.p.

### En littérature
- Yves Desmazes,  Les enfants perdus de Saint-Félix, TDO Éditions, 2015, 356.p.